# Superliga de voleibol 2015-16
La Superliga masculina de voleibol de España 2015-16 es el LII torneo de la máxima categoría de liga del voleibol español.

## Sistema de competición
El torneo se disputa entre 12 equipos por sistema de liga a doble vuelta entre el 3 de octubre de 2015 y el 2 de abril de 2016. Finalizada la liga regular, los equipos clasificados en los puestos de 1º al 4º juegan un play-off de semifinales y final para establecer la clasificación definitiva. Para determinar el orden de los partidos se tiene en cuenta la clasificación de la Liga regular.
Los dos últimos clasificados en la Liga regular descenderán a la Superliga 2.
Asimismo los equipos que se encuentren entre los siete primeros al final de la primera vuelta, más el patrocinador, disputarán la Copa del Rey.

## Equipos
| Club                           | Nombre                         | Sede                          | Región               | Pabellón                             |
| ------------------------------ | ------------------------------ | ----------------------------- | -------------------- | ------------------------------------ |
| Club Voleibol Almería          | Unicaja Almería                | Almería                       | Andalucía            | Pabellón Moisés Ruiz                 |
| Club Voleibol Teruel           | CAI Voleibol Teruel            | Teruel                        | Aragón               | Pabellón Municipal Los Planos        |
| C.D. Voleibol Río Duero Soria  | Río Duero San José             | Soria                         | Castilla y León      | Pabellón Polideportivo Los Pajaritos |
| Club Voleibol Ibiza            | Ushuaïa Ibiza Vóley            | Ibiza                         | Islas Baleares       | Polideportivo de "Es Viver"          |
| Club Voleibol Esquimo          | Fund. Cajasol Juvasa           | Dos Hermanas (Sevilla)        | Andalucía            | CDM Los Montecillos                  |
| Club Voleibol 7 islas          | Vecindario                     | Vecindario (Gran Canaria)     | Canarias             | Pol. Municipal de Vecindario         |
| A.D. Cáceres                   | A.D. Cáceres                   | Cáceres                       | Extremadura          | Multiusos Ciudad de Cáceres          |
| CDV Textil Santanderina        | CDV Textil Santanderina        | Cabezón de la Sal (Cantabria) | Cantabria            | PM Matilde la Torre                  |
| Club Voleibol L'Illa Grau      | UBE L,Illa Grau                | Castellón de la Plana         | Comunidad Valenciana | Ciutat Esportiva                     |
| Voley Playa Madrid             | VP Madrid                      | Madrid                        | Comunidad de Madrid  | CDM Entrevías                        |
| C.V. Mediterráneo de Castellón | C.V. Mediterráneo de Castellón | Castellón de la Plana         | Comunidad Valenciana | Pabellón Pablo Herrera               |
| C.V. Melilla                   | C.V. Melilla                   | Melilla                       | Melilla              | Pabellón J.J. Imbroda                |

## Clasificación liga regular
Clasificación tras la jornada 22.
| Pos | Equipo                         | Pts. | J 1 | J 2 | J 3 | J 4 | J 5 | J 6 | J 7 | J 8 | J 9 | J 1 0 | J 1 | J 1 2 | J 1 3 | J 1 4 | J 1 5 | J 1 6 | J 1 7 | J 1 8 | J 1 9 | J 2 0 | J 2 1 | J 2 |
| --- | ------------------------------ | ---- | --- | --- | --- | --- | --- | --- | --- | --- | --- | ----- | --- | ----- | ----- | ----- | ----- | ----- | ----- | ----- | ----- | ----- | ----- | --- |
| 1   | Unicaja Almería                | 63   | 3   | 3   | 2   | 3   | 3   | 3   | 3   | 3   | 3   | 3     | 3   | 3     | 3     | 3     | 3     | 3     | 3     | 3     | 3     | 1     | 3     | 3   |
| 2   | CAI Voleibol Teruel            | 59   | 3   | 3   | 3   | 3   | 3   | 3   | 3   | 3   | 0   | 3     | 1   | 3     | 3     | 3     | 3     | 3     | 3     | 3     | 3     | 2     | 3     | 2   |
| 3   | Ushuaïa Ibiza Vóley            | 48   | 3   | 3   | 1   | 1   | 0   | 3   | 1   | 3   | 1   | 3     | 2   | 3     | 3     | 0     | 3     | 3     | 2     | 3     | 3     | 3     | 3     | 1   |
| 4   | Río Duero San José             | 42   | 3   | 0   | 1   | 2   | 3   | 0   | 3   | 1   | 3   | 0     | 3   | 3     | 0     | 3     | 0     | 3     | 2     | 3     | 3     | 3     | 0     | 3   |
| 5   | Fund. Cajasol Juvasa           | 32   | 3   | 0   | 1   | 1   | 0   | 3   | 2   | 3   | 1   | 3     | 0   | 1     | 0     | 0     | 3     | 0     | 1     | 0     | 1     | 3     | 3     | 3   |
| 6   | CV Melilla                     | 31   | 0   | 3   | 2   | 3   | 3   | 0   | 1   | 2   | 2   | 3     | 2   | 0     | 3     | 0     | 2     | 0     | 0     | 2     | 0     | 0     | 2     | 1   |
| 7   | Vecindario ACE G.Canaria       | 26   | 0   | 0   | 2   | 2   | 0   | 3   | 0   | 1   | 3   | 0     | 0   | 0     | 0     | 3     | 3     | 3     | 1     | 0     | 3     | 2     | 0     | 0   |
| 8   | CV Mediterráneo de Castellón   | 26   | 0   | 3   | 1   | 0   | 0   | 0   | 2   | 0   | 1   | 1     | 0   | 0     | 3     | 3     | 0     | 0     | 1     | 1     | 2     | 3     | 3     | 2   |
| 9   | Electrocash CCPH               | 21   | 3   | 3   | 0   | 1   | 3   | 0   | 0   | 0   | 2   | 0     | 1   | 0     | 3     | 0     | 0     | 3     | 0     | 0     | 0     | 0     | 0     | 2   |
| 10  | Textil Santanderina La Gallofa | 19   | 0   | 0   | 2   | 0   | 0   | 0   | 2   | 0   | 0   | 0     | 3   | 2     | 0     | 3     | 1     | 0     | 2     | 3     | 0     | 0     | 0     | 1   |
| 11  | V.P. Madrid                    | 18   | 0   | 0   | 1   | 0   | 3   | 0   | 0   | 2   | 2   | 2     | 3   | 3     | 0     | 0     | 0     | 0     | 2     | 0     | 0     | 0     | 0     | 0   |
| 12  | UBE L'Illa Grau                | 11   | 0   | 0   | 2   | 2   | 0   | 3   | 1   | 0   | 0   | 0     | 0   | 0     | 0     | 0     | 0     | 0     | 1     | 0     | 0     | 1     | 1     | 0   |

Nota.- Se disputan partidos fuera de fechas por ajustes en los calendarios.
Pts = Puntos; J = Jornada
|  | Juega play-off por el título. |
|  | Desciende a Superliga 2.      |

- A partir de la temporada 2009-2010 se implantó un nuevo sistema de puntuación en el que en las victorias por 3-0 y 3-1 se otorgan 3 puntos al vencedor y 0 al perdedor, mientras que en las victorias por 3-2 se otorgan 2 puntos al vencedor y 1 al perdedor.

### Evolución de la clasificación
| Equipo / Jornada               | 01 | 02 | 03 | 04 | 05 | 06 | 07 | 08 | 09 | 10 | 11 | 12 | 13 | 14 | 15 | 16 | 17 | 18 | 19 | 20 | 21 | 22 |
| ------------------------------ | -- | -- | -- | -- | -- | -- | -- | -- | -- | -- | -- | -- | -- | -- | -- | -- | -- | -- | -- | -- | -- | -- |
| Unicaja Almería                | 1  | 1  | 2  | 2  | 2  | 2  | 2  | 2  | 1  | 1  | 1  | 1  | 1  | 1  | 1  | 1  | 1  | 1  | 1  | 1  | 1  | 1  |
| CAI Voleibol Teruel            | 5  | 3  | 1  | 1  | 1  | 1  | 1  | 1  | 2  | 2  | 2  | 2  | 2  | 2  | 2  | 2  | 2  | 2  | 2  | 2  | 2  | 2  |
| Ushuaïa Ibiza Vóley            | 4  | 4  | 3  | 4  | 6  | 4  | 5  | 3  | 5  | 4  | 4  | 3  | 3  | 3  | 3  | 3  | 3  | 3  | 3  | 3  | 3  | 3  |
| Río Duero San José             | 2  | 6  | 8  | 6  | 5  | 6  | 3  | 5  | 4  | 6  | 5  | 4  | 5  | 4  | 5  | 4  | 4  | 4  | 4  | 4  | 4  | 4  |
| Fund. Cajasol Juvasa           | 6  | 7  | 7  | 7  | 7  | 7  | 6  | 6  | 6  | 5  | 6  | 6  | 6  | 6  | 6  | 6  | 6  | 6  | 7  | 7  | 6  | 5  |
| CV Melilla                     | 12 | 8  | 5  | 3  | 3  | 3  | 4  | 4  | 3  | 3  | 3  | 5  | 4  | 5  | 4  | 5  | 5  | 5  | 5  | 5  | 5  | 6  |
| Vecindario ACE G.Canaria       | 9  | 9  | 9  | 10 | 10 | 9  | 10 | 9  | 8  | 8  | 9  | 9  | 9  | 9  | 7  | 7  | 7  | 7  | 6  | 6  | 7  | 7  |
| CV Mediterráneo de Castellón   | 8  | 5  | 6  | 9  | 9  | 10 | 9  | 10 | 10 | 11 | 11 | 12 | 10 | 10 | 10 | 10 | 11 | 11 | 11 | 8  | 8  | 8  |
| Electrocash CCPH               | 3  | 2  | 4  | 5  | 4  | 5  | 7  | 7  | 7  | 7  | 8  | 8  | 8  | 8  | 9  | 8  | 8  | 8  | 8  | 9  | 9  | 9  |
| Textil Santanderina La Gallofa | 7  | 11 | 10 | 11 | 11 | 11 | 11 | 11 | 12 | 12 | 12 | 10 | 11 | 11 | 11 | 11 | 10 | 9  | 9  | 10 | 10 | 10 |
| V.P. Madrid                    | 10 | 10 | 12 | 12 | 12 | 12 | 12 | 12 | 11 | 9  | 7  | 7  | 7  | 7  | 8  | 9  | 9  | 10 | 10 | 11 | 11 | 11 |
| UBE L'Illa Grau                | 11 | 12 | 11 | 8  | 8  | 8  | 8  | 8  | 9  | 10 | 10 | 11 | 12 | 12 | 12 | 12 | 12 | 12 | 12 | 12 | 12 | 12 |

## Play-off
Resultados de las eliminatorias.
|  | Semifinales | Semifinales         | Semifinales | Semifinales         | Semifinales | Semifinales | Semifinales |                 |   | Final | Final | Final | Final | Final | Final | Final |  |
|  |             |                     |             |                     |             |             |             |                 |   |       |       |       |       |       |       |       |  |
|  |             |                     |             |                     |             |             |             |                 |   |       |       |       |       |       |       |       |  |
|  | 3           | Unicaja Almería     | 3           | 3                   | 3           |             |             |                 |   |       |       |       |       |       |       |       |  |
|  | 3           | Unicaja Almería     | 3           | 3                   | 3           |             |             |                 |   |       |       |       |       |       |       |       |  |
|  | 0           | Río Duero San José  | 0           | 0                   | 1           |             |             |                 |   |       |       |       |       |       |       |       |  |
|  | 0           | Río Duero San José  | 0           | 0                   | 1           |             | 3           | Unicaja Almería | 2 | 3     | 0     | 3     | 3     |       |       |       |  |
|  |             |                     |             |                     |             |             |             | Unicaja Almería | 2 | 3     | 0     | 3     | 3     |       |       |       |  |
|  |             |                     | 2           | CAI Voleibol Teruel | 3           | 0           | 3           | 2               | 0 |       |       |       |       |       |       |       |  |
|  | 3           | CAI Voleibol Teruel | 2           | CAI Voleibol Teruel | 3           | 0           | 3           | 2               | 0 | 3     | 3     | 3     |       |       |       |       |  |
|  | 3           | CAI Voleibol Teruel |             |                     |             |             |             |                 |   | 3     | 3     | 3     |       |       |       |       |  |
|  | 0           | Ushuaïa Ibiza Vóley | 1           | 1                   | 1           |             |             |                 |   |       |       |       |       |       |       |       |  |
|  | 0           | Ushuaïa Ibiza Vóley | 1           | 1                   | 1           |             |             |                 |   |       |       |       |       |       |       |       |  |
|  |             |                     |             |                     |             |             |             |                 |   |       |       |       |       |       |       |       |  |

| Campeón de Superliga 2015-16 |
| ---------------------------- |
| Unicaja Almería              |

## Jugadores
Estas tablas muestran los jugadores que cada jornada la RFEVB designa como jugador más valioso (MVP) y como miembro del siete ideal.

### MVP y siete ideal por jornada
| Jugador                   | Origen         | Club                           | MVP | 7 id. | 01 | 02 | 03 | 04 | 05 | 06 | 07 | 08 | 09 | 10 | 11 | 12 | 13 | 14 | 15 | 16 | 17 | 18 | 19 | 20 | 21 | 22 |
| ------------------------- | -------------- | ------------------------------ | --- | ----- | -- | -- | -- | -- | -- | -- | -- | -- | -- | -- | -- | -- | -- | -- | -- | -- | -- | -- | -- | -- | -- | -- |
| Raúl Muñoz                | España         | Ushuaïa Ibiza Vóley            | 2   | 9     |    |    |    | *  |    | *  |    |    | *  |    |    |    | *  |    |    | M  | *  | *  |    |    | M  | *  |
| Vicente Monfort           | España         | CV Melilla                     | 2   | 7     |    |    | M  | *  | *  |    |    | *  |    |    |    |    | *  |    | M  |    |    | *  |    |    |    |    |
| Marcilio J. Braga         | Brasil         | Unicaja Almería                | 2   | 3     |    |    |    |    |    |    |    |    | M  |    |    |    |    | M  |    |    |    |    |    | *  |    |    |
| Néstor A. González        | Venezuela      | CV Mediterráneo de Castellón   | 2   | 3     |    |    |    |    |    |    |    |    |    |    |    |    | M  |    |    |    |    | *  | M  |    |    |    |
| Mario S. Gonçalvez        | Brasil         | CV Melilla                     | 1   | 6     |    | *  |    | *  | *  |    |    | M  |    | *  | *  |    |    |    |    |    |    |    |    |    |    |    |
| Miguel Mateo              | España         | Textil Santanderina La Gallofa | 1   | 5     |    |    | *  | *  |    |    | M  |    |    |    | *  | *  |    |    |    |    |    |    |    |    |    |    |
| Jesús Bruke               | España         | Ushuaïa Ibiza Vóley            | 1   | 4     |    | *  |    |    |    |    |    |    |    |    | M  |    |    |    |    |    |    |    | *  |    | *  |    |
| José M. Castellano        | España         | Fund. Cajasol Juvasa           | 1   | 4     |    |    |    |    |    | M  |    |    |    |    |    |    |    |    | *  |    | *  |    |    |    | *  |    |
| Daniel Macarro            | España         | Río Duero San José             | 1   | 3     |    |    |    | M  |    | *  |    |    |    |    |    |    |    |    |    |    | *  |    |    |    |    |    |
| Francisco J. Ruiz         | España         | CAI Voleibol Teruel            | 1   | 3     |    | *  |    |    | M  |    |    |    |    |    |    |    |    | *  |    |    |    |    |    |    |    |    |
| Luis A. Díaz              | Venezuela      | V.P. Madrid                    | 1   | 3     |    |    |    |    |    |    |    |    |    | *  | *  |    |    |    |    |    | M  |    |    |    |    |    |
| Xavier Folguera           | España         | CAI Voleibol Teruel            | 1   | 3     |    |    |    |    |    |    |    |    |    |    |    |    |    |    |    |    | *  |    |    | M  |    | *  |
| Guilherme Hage            | Brasil         | Unicaja Almería                | 1   | 2     |    |    |    |    |    |    |    |    |    |    |    | M  |    |    | *  |    |    |    |    |    |    |    |
| Blagovest Petrov          | Bulgaria       | V.P. Madrid                    | 1   | 1     |    |    |    |    |    |    |    |    |    | M  |    |    |    |    |    |    |    |    |    |    |    |    |
| Eric Scott                | Estados Unidos | CAI Voleibol Teruel            | 1   | 1     |    | M  |    |    |    |    |    |    |    |    |    |    |    |    |    |    |    |    |    |    |    |    |
| Manuel Sevillano          | España         | Río Duero San José             | 1   | 1     |    |    |    |    |    |    |    |    |    |    |    |    |    |    |    |    |    | M  |    |    |    |    |
| Maxson Guilherme Pereira  | Brasil         | Electrocash CCPH               | 1   | 1     |    |    |    |    |    |    |    |    |    |    |    |    |    |    |    |    |    |    |    |    |    | M  |
| Nicolás Ronchi            | Uruguay        | Ushuaïa Ibiza Vóley            | 1   | 1     | M  |    |    |    |    |    |    |    |    |    |    |    |    |    |    |    |    |    |    |    |    |    |
| Moisés Cézar              | Brasil         | Unicaja Almería                |     | 7     |    | *  |    |    | *  |    |    | *  |    | *  |    |    |    | *  |    |    |    | *  | *  |    |    |    |
| Jean Pascal Diedhiou      | España         | Ushuaïa Ibiza Vóley            |     | 5     | *  |    |    |    |    |    |    |    | *  |    |    |    |    |    | *  | *  |    |    |    |    | *  |    |
| Alejandro Vigil           | España         | CAI Voleibol Teruel            |     | 4     |    |    |    |    |    |    | *  |    |    |    |    |    | *  | *  |    |    |    |    |    | *  |    |    |
| Humberto Machacón         | Colombia       | Fund. Cajasol Juvasa           |     | 4     |    |    | *  |    |    |    | *  |    |    |    |    |    | *  |    |    |    |    |    |    | *  |    |    |
| Santiago López            | España         | CV Mediterráneo de Castellón   |     | 4     |    |    |    |    |    |    |    | *  |    | *  |    |    | *  |    |    |    | *  |    |    |    |    |    |
| Vinicius Noronha          | Brasil         | CAI Voleibol Teruel            |     | 4     |    | *  |    | *  |    |    |    |    |    |    |    | *  |    |    |    |    |    |    | *  |    |    |    |
| Andrés Hernández-Silveiro | España         | Electrocash CCPH               |     | 3     | *  |    |    |    |    |    |    |    |    |    | *  |    |    |    | *  |    |    |    |    |    |    |    |
| Carlos Jiménez            | España         | Río Duero San José             |     | 3     |    |    |    |    |    | *  |    |    |    |    |    |    |    | *  |    | *  |    |    |    |    |    |    |
| Ivan Vlasev               | Bulgaria       | V.P. Madrid                    |     | 3     |    |    | *  |    |    |    |    |    | *  | *  |    |    |    |    |    |    |    |    |    |    |    |    |
| Javier Sánchez            | España         | Vecindario ACE G.Canaria       |     | 3     |    |    |    |    |    | *  |    |    | *  |    |    |    |    | *  |    |    |    |    |    |    |    |    |
| Pedro Oliveira            | Brasil         | Vecindario ACE G.Canaria       |     | 3     |    |    |    |    |    |    |    | *  |    |    |    |    |    |    |    | *  | *  |    |    |    |    |    |
| Alejandro Fernández       | España         | Unicaja Almería                |     | 2     |    |    |    |    |    |    |    |    |    |    |    |    |    |    |    | *  |    |    |    |    | *  |    |
| Alisson de Lima           | Brasil         | UBE L'Illa Grau                |     | 2     |    |    |    | *  |    | *  |    |    |    |    |    |    |    |    |    |    |    |    |    |    |    |    |
| Antonio C. dos Santos     | Brasil         | Textil Santanderina La Gallofa |     | 2     |    |    |    |    |    |    |    |    |    |    |    | *  |    |    |    |    |    | *  |    |    |    |    |
| Augusto R. Colito         | España         | UBE L'Illa Grau                |     | 2     |    |    |    |    |    |    |    |    |    |    |    |    |    |    |    |    |    |    |    | *  | *  |    |
| Cristian Palacios         | Colombia       | Electrocash CCPH               |     | 2     |    |    |    |    | *  |    |    |    |    |    |    |    |    |    |    |    |    |    |    |    | *  |    |
| Dmytro Storozhilov        | Ucrania        | CAI Voleibol Teruel            |     | 2     |    |    |    |    |    |    | *  |    |    | *  |    |    |    |    |    |    |    |    |    |    |    |    |
| Francisco Alcober         | España         | CV Melilla                     |     | 2     |    |    |    |    |    |    |    |    | *  |    |    |    |    |    | *  |    |    |    |    |    |    |    |
| Francisco J. Fernández    | España         | Fund. Cajasol Juvasa           |     | 2     |    |    |    |    |    |    |    |    |    |    |    |    |    | *  |    |    |    |    |    |    |    | *  |
| Jefferson Rivera          | Ecuador        | UBE L'Illa Grau                |     | 2     |    |    | *  |    |    |    | *  |    |    |    |    |    |    |    |    |    |    |    |    |    |    |    |
| Jesús Gómez Rufo          | España         | Electrocash CCPH               |     | 2     | *  |    |    |    | *  |    |    |    |    |    |    |    |    |    |    |    |    |    |    |    |    |    |
| João G. Valquintans       | Brasil         | Vecindario ACE G.Canaria       |     | 2     |    |    |    |    |    |    |    |    | *  |    |    |    |    |    | *  |    |    |    |    |    |    |    |
| Manuel Salvador           | España         | Río Duero San José             |     | 2     |    |    |    |    |    |    |    | *  |    |    |    |    |    |    |    | *  |    |    |    |    |    |    |
| Marc Altayó               | España         | CAI Voleibol Teruel            |     | 2     |    |    |    |    |    |    |    |    |    |    |    |    | *  |    |    |    |    |    |    |    |    | *  |
| Orestes Miraglia          | Brasil         | Ushuaïa Ibiza Vóley            |     | 2     |    |    |    |    |    |    |    |    |    |    | *  | *  |    |    |    |    |    |    |    |    |    |    |
| Stefano Nassini           | España         | Fund. Cajasol Juvasa           |     | 2     | *  |    |    |    |    |    |    |    |    |    |    |    |    |    |    |    |    |    | *  |    |    |    |
| Aitor Canca               | España         | CV Melilla                     |     | 1     |    |    |    |    |    |    |    |    |    |    |    |    |    |    |    |    |    |    |    |    |    | *  |
| Álvaro Hernández          | España         | Río Duero San José             |     | 1     |    |    |    |    |    |    | *  |    |    |    |    |    |    |    |    |    |    |    |    |    |    |    |
| Álvaro Villalba           | España         | UBE L'Illa Grau                |     | 1     |    |    |    |    |    |    |    | *  |    |    |    |    |    |    |    |    |    |    |    |    |    |    |
| Arabisén Rodríguez        | España         | Vecindario ACE G.Canaria       |     | 1     |    |    |    |    |    |    |    |    |    |    |    |    |    |    |    |    |    |    | *  |    |    |    |
| Borja Ruiz                | España         | Unicaja Almería                |     | 1     |    |    |    |    |    |    |    |    |    |    |    |    |    |    |    |    |    |    |    | *  |    |    |
| Carlos A. Baos            | España         | V.P. Madrid                    |     | 1     | *  |    |    |    |    |    |    |    |    |    |    |    |    |    |    |    |    |    |    |    |    |    |
| Cory John Riecks          | Estados Unidos | CAI Voleibol Teruel            |     | 1     |    |    |    |    |    |    |    |    |    |    |    |    |    |    |    |    |    |    |    |    |    | *  |
| Diego Mahía               | España         | V.P. Madrid                    |     | 1     |    |    | *  |    |    |    |    |    |    |    |    |    |    |    |    |    |    |    |    |    |    |    |
| Guillermo Loeches         | España         | Fund. Cajasol Juvasa           |     | 1     | *  |    |    |    |    |    |    |    |    |    |    |    |    |    |    |    |    |    |    |    |    |    |
| Hernán Tovar              | Venezuela      | CV Mediterráneo de Castellón   |     | 1     |    |    | *  |    |    |    |    |    |    |    |    |    |    |    |    |    |    |    |    |    |    |    |
| Iñaki Bescós              | España         | UBE L'Illa Grau                |     | 1     |    |    |    |    |    |    |    |    |    |    |    |    |    |    |    |    |    | *  |    |    |    |    |
| Joaquín Monteagudo        | España         | CV Mediterráneo de Castellón   |     | 1     |    | *  |    |    |    |    |    |    |    |    |    |    |    |    |    |    |    |    |    |    |    |    |
| José A. Parada            | España         | V.P. Madrid                    |     | 1     |    |    |    |    |    |    |    |    |    |    |    | *  |    |    |    |    |    |    |    |    |    |    |
| José C. Henríquez         | España         | Vecindario ACE G.Canaria       |     | 1     |    |    |    |    |    |    |    |    |    |    |    |    |    |    |    |    |    |    |    | *  |    |    |
| Juan Díaz Romeral         | España         | Electrocash CCPH               |     | 1     |    |    |    |    | *  |    |    |    |    |    |    |    |    |    |    |    |    |    |    |    |    |    |
| Mauricio Matía            | Argentina      | UBE L'Illa Grau                |     | 1     |    |    |    |    |    |    |    |    |    |    | *  |    |    |    |    |    |    |    |    |    |    |    |
| Miguel Ángel de Amo       | España         | Unicaja Almería                |     | 1     |    |    |    |    |    |    |    |    |    |    |    |    |    |    |    | *  |    |    |    |    |    |    |
| Roberto Rojo              | España         | Textil Santanderina La Gallofa |     | 1     |    |    |    |    |    | *  |    |    |    |    |    |    |    |    |    |    |    |    |    |    |    |    |
| Thomas Ereu               | Venezuela      | CV Mediterráneo de Castellón   |     | 1     |    |    |    |    |    |    |    |    |    |    |    |    |    |    |    |    |    |    | *  |    |    |    |
| Víctor Brull              | España         | Textil Santanderina La Gallofa |     | 1     |    |    |    |    |    |    | *  |    |    |    |    |    |    |    |    |    |    |    |    |    |    |    |
| Víctor I. López           | Cabo Verde     | Textil Santanderina La Gallofa |     | 1     |    |    |    |    |    |    |    |    |    |    |    | *  |    |    |    |    |    |    |    |    |    |    |

### MVP y 7 ideal de las jornadas de play-off
| Jugador              | Origen  | Club                | Posición  | MVP | 7 id. | 01 | 02 | 03 | 01 | 02 | 03 | 04 | 05 |
| -------------------- | ------- | ------------------- | --------- | --- | ----- | -- | -- | -- | -- | -- | -- | -- | -- |
| Borja Ruiz           | España  | Unicaja Almería     | Central   | 1   | 4     |    |    | *  |    | *  |    | *  | M  |
| Guilherme Hage       | Brasil  | Unicaja Almería     | Receptor  | 1   | 3     |    |    | *  |    | *  |    | M  |    |
| Xavier Folguera      | España  | CAI Voleibol Teruel | Colocador | 1   | 3     |    | *  | *  |    | M  |    |    |    |
| Juan Carlos Barcala  | España  | CAI Voleibol Teruel | Opuesto   | 1   | 2     |    |    | M  |    |    |    |    | *  |
| Francisco J. Ruiz    | España  | CAI Voleibol Teruel | Receptor  | 1   | 1     |    | M  |    |    |    |    |    |    |
| Vinicius Noronha     | Brasil  | CAI Voleibol Teruel | Líbero    |     | 3     |    |    | *  |    | *  |    | *  |    |
| Alejandro Fernández  | España  | Unicaja Almería     | Líbero    |     | 2     |    | *  |    |    |    |    |    | *  |
| Alejandro Vigil      | España  | CAI Voleibol Teruel | Central   |     | 2     |    | *  |    |    | *  |    |    |    |
| Jorge Almansa        | España  | Unicaja Almería     | Receptor  |     | 2     |    |    |    |    | *  |    |    | *  |
| Lorenzo Bonetti      | Italia  | CAI Voleibol Teruel | Receptor  |     | 2     |    |    |    |    |    |    | *  | *  |
| Marc Altayó          | España  | CAI Voleibol Teruel | Central   |     | 2     |    |    |    |    |    |    | *  | *  |
| Marcilio Jose Braga  | Brasil  | Unicaja Almería     | Opuesto   |     | 2     |    |    |    |    | *  |    | *  |    |
| Miguel Ángel de Amo  | España  | Unicaja Almería     | Colocador |     | 2     |    |    |    |    |    |    | *  | *  |
| Jean Pascal Diedhiou | España  | Ushuaïa Ibiza Vóley | Central   |     | 1     |    |    | *  |    |    |    |    |    |
| Manuel Sevillano     | España  | Río Duero San José  | Receptor  |     | 1     |    |    | *  |    |    |    |    |    |
| Moisés Cézar         | Brasil  | Unicaja Almería     | Central   |     | 1     |    | *  |    |    |    |    |    |    |
| Nicolás Ronchi       | Uruguay | Ushuaïa Ibiza Vóley | Opuesto   |     | 1     |    | *  |    |    |    |    |    |    |
| Raúl Muñoz           | España  | Ushuaïa Ibiza Vóley | Receptor  |     | 1     |    | *  |    |    |    |    |    |    |

### MVP y 7 ideal de la temporada
Esta tabla muestra los jugadores que al final de la temporada la RFEVB designa como jugador más valioso (MVP) y como miembro del siete ideal.
| Jugador             | Origen | Club                | Posición   |
| ------------------- | ------ | ------------------- | ---------- |
| Miguel Ángel de Amo | España | Unicaja Almería     | Colocador  |
| Raúl Muñoz          | España | Ushuaïa Ibiza Vóley | Receptor   |
| Daniel Macarro      | España | Río Duero San José  | Central    |
| Marcilio Jose Braga | Brasil | Unicaja Almería     | Opuesto    |
| Francisco J. Ruiz   | España | CAI Voleibol Teruel | Receptor   |
| Moisés Cézar        | Brasil | Unicaja Almería     | Central    |
| Francisco Alcober   | España | CV Melilla          | Líbero     |
|                     |        |                     |            |
| Salim Abdelkader    |        | CV Melilla          | Entrenador |

### Mejores anotadores
En esta sección aparecen los 10 jugadores con mejor promedio de puntos por set disputado, según las estadísticas de los partidos publicadas por la RFEVB. Para ello es preciso que el jugador haya disputado al menos dos sets por partido.

#### En liga regular
| Jugador             | Origen    | Club                         | Pts. | Sets | P.P.S. | 01 | 02 | 03 | 04 | 05 | 06 | 07 | 08 | 09 | 10 | 11 | 12 | 13 | 14 | 15 | 16 | 17 | 18 | 19 | 20 | 21 | 22 |
| ------------------- | --------- | ---------------------------- | ---- | ---- | ------ | -- | -- | -- | -- | -- | -- | -- | -- | -- | -- | -- | -- | -- | -- | -- | -- | -- | -- | -- | -- | -- | -- |
| Marcilio José Braga | Brasil    | Unicaja Almería              | 323  | 64   | 5,047  | 14 | 17 | 24 | 14 | 16 | 15 | 22 | 14 | 27 | 9  | 15 | 12 | 17 | 18 |    | 9  | 10 | 5  | 20 | 26 | 19 |    |
| José M. Castellano  | España    | Fund. Cajasol Juvasa         | 421  | 88   | 4,784  | 19 | 13 | 21 | 17 | 9  | 21 | 23 | 10 | 19 | 15 | 26 | 22 | 12 | 22 | 26 | 13 | 31 | 8  | 27 | 21 | 27 | 19 |
| Carlos Jiménez      | España    | Río Duero San José           | 325  | 72   | 4,514  | 16 |    | 24 | 14 | 32 | 19 | 11 |    | 12 | 12 | 14 | 13 | 16 | 16 | 11 | 22 | 23 | 13 | 19 | 16 | 12 | 10 |
| Miguel Mateo        | España    | CDV Textil Santanderina      | 364  | 81   | 4,494  | 22 | 14 | 25 | 19 | 14 | 14 | 27 | 12 | 10 | 12 | 25 | 29 | 17 | 4  | 21 | 10 | 24 | 16 | 16 | 10 | 12 | 11 |
| Néstor A. González  | Venezuela | CV Mediterráneo de Castellón | 277  | 63   | 4,397  |    |    |    |    |    | 9  | 21 | 14 | 12 | 27 | 22 | 10 | 24 | 13 |    | 7  | 23 | 26 | 24 | 14 | 20 | 11 |
| Raúl Muñoz          | España    | Ushuaïa Ibiza Vóley          | 366  | 84   | 4,357  | 22 | 14 | 16 | 19 | 14 | 15 | 22 | 17 | 27 | 9  | 19 | 13 | 20 | 12 | 18 | 23 | 21 | 14 | 1  | 11 | 20 | 19 |
| Manuel Salvador     | España    | Río Duero San José           | 303  | 74   | 4,095  | 10 | 14 | 16 | 15 | 18 | 15 | 17 | 31 | 13 | 24 | 8  | 13 |    | 13 | 13 | 21 | 20 | 15 | 9  | 8  | 10 |    |
| Juan Díaz Romeral   | España    | Electrocash CCPH             | 327  | 80   | 4,088  | 16 | 19 | 18 | 28 | 19 | 18 | 11 | 5  | 30 | 23 | 26 | 18 | 8  | 4  | 14 | 6  | 8  | 16 | 9  | 2  | 17 | 12 |
| Guillerme Hage      | Brasil    | Unicaja Almería              | 236  | 61   | 3,869  | 13 | 11 | 14 | 4  | 17 | 10 | 17 | 18 | 12 | 8  | 12 | 16 | 4  | 14 | 20 |    | 14 |    | 11 | 8  | 13 |    |
| Mario S. Gonçalvez  | Brasil    | CV Melilla                   | 334  | 87   | 3,817  | 9  | 22 | 21 | 18 | 18 | 12 | 23 | 26 | 14 | 20 | 23 | 12 | 7  | 5  | 15 | 19 | 14 | 13 | 9  | 13 |    | 21 |

Pts = Puntos; Sets = Sets disputados con su equipo; P.P.S. = Puntos por set.

#### En play-off
| Jugador             | Origen  | Club                | Pts. | Sets | P.P.S. | 01 | 02 | 03 | 01 | 02 | 03 | 04 | 05 |
| ------------------- | ------- | ------------------- | ---- | ---- | ------ | -- | -- | -- | -- | -- | -- | -- | -- |
| Marcilio José Braga | Brasil  | Unicaja Almería     | 110  | 23   | 4,783  |    |    | 13 | 28 | 15 | 10 | 23 | 21 |
| Juan Carlos Barcala | España  | CAI Voleibol Teruel | 129  | 28   | 4,607  | 17 | 2  | 30 | 21 | 4  | 10 | 22 | 23 |
| Manuel Salvador     | España  | Río Duero San José  | 46   | 10   | 4,600  | 7  | 11 | 28 |    |    |    |    |    |
| Guillerme Hage      | Brasil  | Unicaja Almería     | 110  | 29   | 3,793  | 7  | 12 | 19 | 17 | 14 | 19 | 15 | 7  |
| Nicolás Ronchi      | Uruguay | Ushuaïa Ibiza Vóley | 39   | 12   | 3,250  | 19 | 6  | 14 |    |    |    |    |    |
| Rául Muñoz          | España  | Ushuaïa Ibiza Vóley | 38   | 12   | 3,167  | 16 | 11 | 11 |    |    |    |    |    |
| Francisco J. Ruiz   | España  | CAI Voleibol Teruel | 95   | 31   | 3,065  | 16 | 16 | 13 | 8  | 6  | 15 | 14 | 7  |
| Carlos Jiménez      | España  | Río Duero San José  | 30   | 10   | 3,000  | 7  | 11 | 12 |    |    |    |    |    |
| Borja Ruiz          | España  | Unicaja Almería     | 82   | 29   | 2,828  | 12 | 7  | 13 | 8  | 11 | 3  | 12 | 16 |
| Alejandro Vigil     | España  | CAI Voleibol Teruel | 75   | 30   | 2,500  | 11 | 9  | 8  | 13 | 4  | 14 | 11 | 5  |

Pts = Puntos; Sets = Sets disputados con su equipo; P.P.S. = Puntos por set.
Véase también: Anexo:Jugadores de Superliga 1 y 2 masculina de voleibol (España) - Temporadas 2010-11 a 2019-20.